# Val de San Lorenzo
Val de San Lorenzo – gmina w Hiszpanii, w prowincji León, w Kastylii i León, o powierzchni 49,49 km². W 2011 roku gmina liczyła 578 mieszkańców.